# Moroges

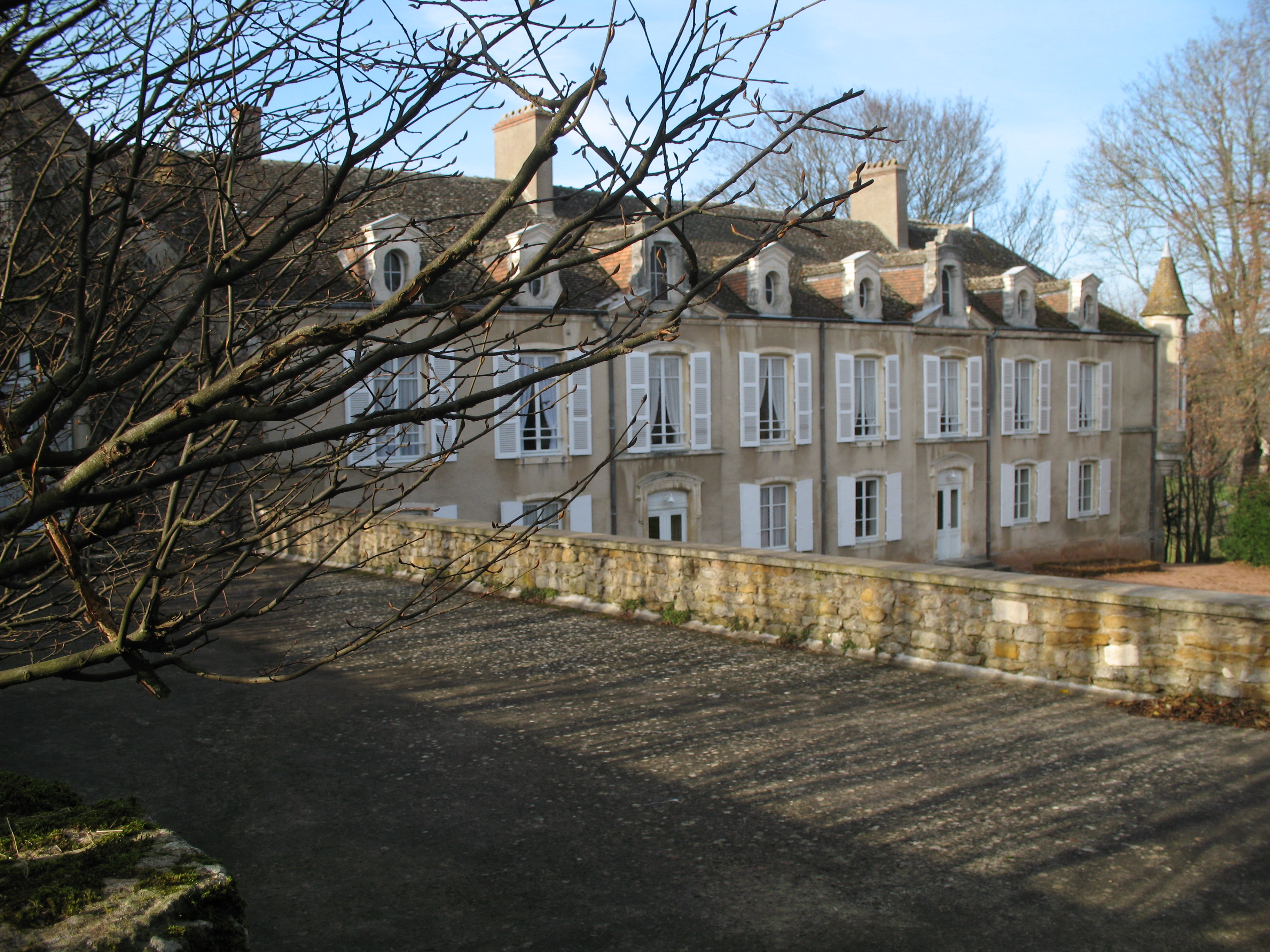
Kasteel

Moroges is een gemeente in het Franse departement Saône-et-Loire (regio Bourgogne-Franche-Comté) en telt 575 inwoners (2005). De plaats maakt deel uit van het arrondissement Chalon-sur-Saône.

## Geografie
De oppervlakte van Moroges bedraagt 8,7 km², de bevolkingsdichtheid is 66,1 inwoners per km².
De onderstaande kaart toont de ligging van Moroges met de belangrijkste infrastructuur en aangrenzende gemeenten.

## Demografie
Onderstaande figuur toont het verloop van het inwonertal (bron: INSEE-tellingen).